# 大阪弁護士会
大阪弁護士会（おおさかべんごしかい、Osaka Bar Association）は、日本に52ある弁護士会の一つである。大阪府内の法律事務所に所属する弁護士約4,700名が所属している。これは東京都の弁護士会（東京弁護士会・第一東京弁護士会・第二東京弁護士会）の約20,000名に次ぐ数字であり、両者を併せると全国の弁護士数の半数を超えることになる。

## 概要
1880年5月に結成された大阪組合代言人という組合が前身である。その後、弁護士法の改正などに伴い大阪地方裁判所所属弁護士会、大阪弁護士会と変遷し、1949年に現在の弁護士法が施行された時から現在の組織となる。

### 総合法律相談センター
大阪弁護士会が運営している法律相談センターは大阪府内に6か所あり（下記参照）、法律相談料は30分以内で5,400円（税込）。クレジット・サラ金の借金返済に関する相談は30分以内無料、労働者側の労働事件に関する相談は初回のみ30分以内無料である。

### 民事紛争処理センター
1992年に設立された仲裁センターが前身。2007年9月に、裁判外紛争解決手続（ADR）の実施機関として、法務省から認可された。ADR法に基づく認証機関は、弁護士会による総合的なADR機関では全国で初めてである。

## 所在地
大阪弁護士会総合法律相談センター
大阪市北区西天満1-12-5 大阪弁護士会館1階
大阪弁護士会なんば法律相談センター
大阪市中央区難波4-4-1 ヒューリック難波ビル4階
大阪弁護士会堺法律相談センター
堺市堺区南花田口町2-3-20 三共堺東ビル6階
大阪弁護士会岸和田法律相談センター
岸和田市宮本町27-1 泉州ビル2階
大阪弁護士会谷町法律相談センター
大阪市中央区谷町3-1-9 MG大手前ビル5階
大阪弁護士会南河内法律相談所
富田林市寿町2-6-1 大阪府南河内府民センタービル1階（完全予約制）